# Myrmecotypus iguazu
Myrmecotypus iguazu là một loài nhện trong họ Corinnidae.
Loài này thuộc chi Myrmecotypus. Myrmecotypus iguazu được miêu tả năm 2009 bởi Rubio & Arbino.